# Абдсамия
Абдсамия — правитель Хатры примерно с 180 года по 198/199 или 205 год.
Абдсамия был сыном своего предшественника Санатрука I и отцом своего преемника Санатрука II. Имел титул царя. Он известен из восьми надписи, найденных в Хатре, в которых, в свою очередь, только две имеют даты. Одна из них сообщает о строительстве портика для Абдсамии и относится к 504 году селевкидской эры (192/193 год), а другая, возможно, посмертная, находится на статуе и датирована 201/202 годом. Есть предположение, что царя атренов Барсемию, упомянутого у Геродиана в связи с оказанием им помощи Песценнию Нигеру в войне того с Септимием Севером, можно идентифицировать с Абдсамией. Есть несколько надписей, в которых Санатрук упоминается как наследный принц.